# 예천군의회 해외연수 추태 사건
예천군의회 해외연수 추태 사건은 예천군의회에서 미국과 캐나다를 오가는 해외연수 중에 박종철 의원이 한국계 미국인 가이드를 폭행하고, 권도식의원이 여성접대부를 요구하는 등의 물의를 빚은 사건이다. 박종철은 부의장이었으나 사건 이후 부의장을 사퇴했다. 예천군 주민들은 군의원 전원사퇴를 요구하였다. 예천군의회 윤리특위는 의장에도 책임을 물어 이형식 의장과 권도식, 박종철 의원에 대한 제명안을 가결해 2월 1일 본회의 표결에 올렸다. 본회의 표결 결과 의장은 출석정지 30일 및 공개사과로 징계가 감경되고, 나머지 두 의원은 제명되었다. 군민들은 전원사퇴를 계속 요구하며 이에 반발하였다.